# Flughafen Gimhae

i8
i11
i13
Der Flughafen Gimhae (koreanisch 김해국제공항 RR Gimhae gukjegonghang, englisch Gimhae International Airport, IATA-Code: PUS, ICAO-Code: RKPK) ist der Flughafen der Stadt Busan in Südkorea, der sich im angrenzenden Verwaltungsgebiet der Stadt Gimhae befindet. Er liegt 20 km westlich von Busan und verfügt über je ein nationales und internationales Passagier- und Güterterminal.
Ein Teil des Areals wird als Militärflugplatz (김해기지, Gimhae Gonggun Kige) durch die Südkoreanische Luftwaffe genutzt.

## Geschichte
Der erste Flughafen der Stadt wurde unter dem Namen Busan Suyong Airfield im August 1958 in Betrieb genommen. Im September 1963 wurde er zu Busan International Airport umbenannt und im August 1978 zur aktuellen Position verlegt und in Gimhae International Airport umbenannt. Hier befand sich bereits der während des Koreakriegs errichtete Militärflugplatz "Busan-West".
Im Jahr 2011 wurde eine Bahnverbindung in Betrieb genommen, mit der der Flughafen an das U-Bahn-Netz von Busan angeschlossen wurde. Auf der Strecke von 23,92 km befinden sich 21 Stationen.

## Militärische Nutzung
Der militärische Hauptnutzer ist das 5. Transportgeschwader, dem die Mehrheit der Transportflugzeuge untersteht. Auch die Tank- und Frühwarnflugzeuge gehören zum Geschwader.

## Zivile Nutzung

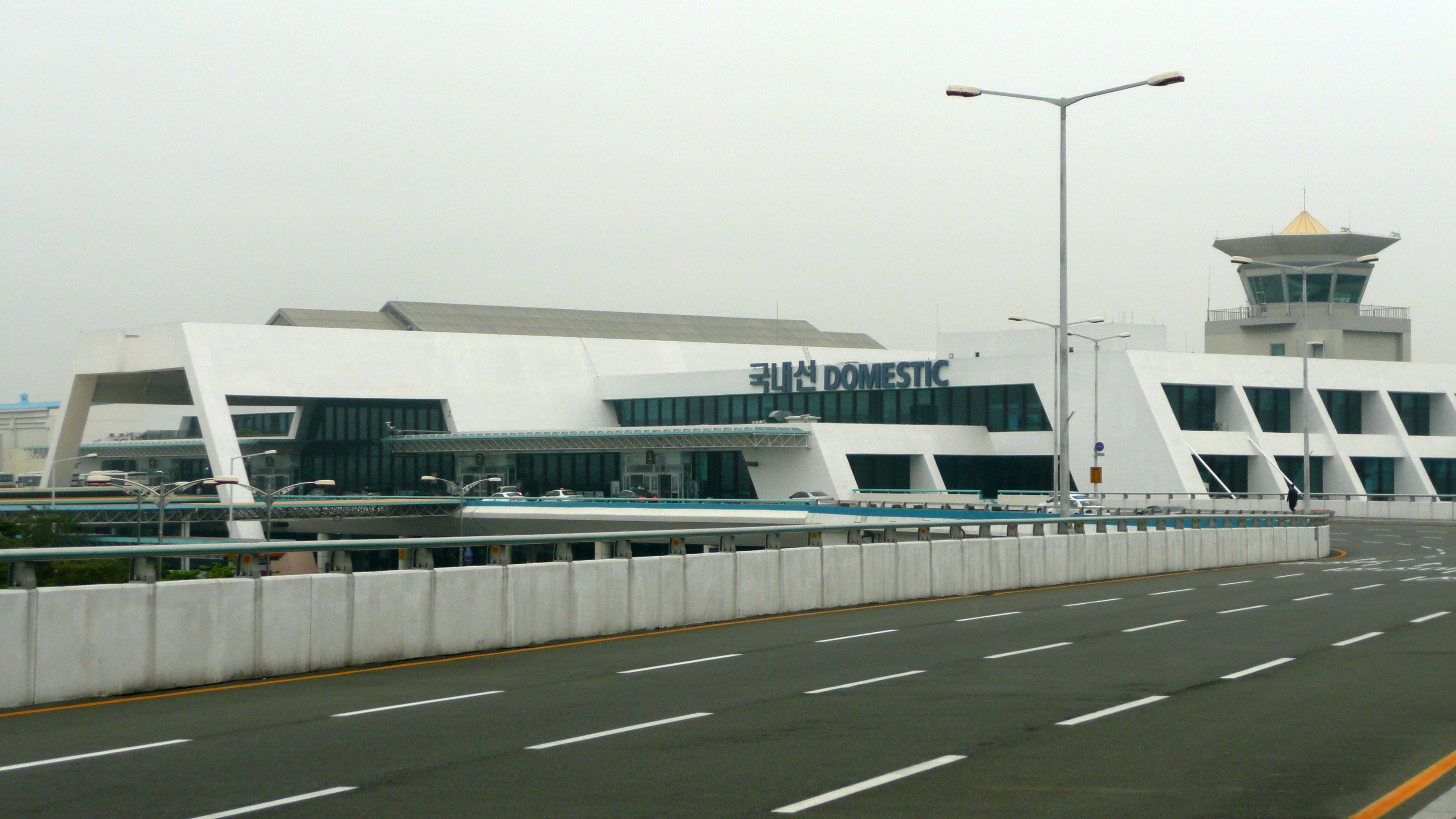
Altes Terminal für Inlandsflüge

Regelmäßige Inlandsflüge gehen nach Seoul-Incheon, Seoul-Gimpo, und Jeju, international werden Guam, Nagoya, Nanjing, Tokio, Manila, Bangkok, Peking, Guangzhou, Wladiwostok, Osaka,  Saipan, Shanghai, Juschno-Sachalinsk, Sapporo, Siem Reap, Xian, Shenyang, Qingdao, Taipei, Hangzhou, Hanoi, Ho-Chi-Minh-Stadt, Hongkong, Fukuoka und Weihai angeflogen.

## Planungen
Im April 2017 hat das Ministerium für Land, Infrastruktur und Transport eine Machbarkeitsstudie und den Bauleitplan für das Projekt zum Bau des neuen Flughafens Gimhae im Volumen von 4,2 Milliarden Won (36,8 Millionen Dollar) öffentlich ausgeschrieben.
Auf der Insel Gadeokdo soll einer komplett neuer Offshore-Flughafen entstehen, der ab 2029 den Flughafen Gimhae ersetzen soll.

## Zwischenfälle
- Am 30. Juni 1950 wurde eine Douglas DC-4/C-54G-1-DO der United States Air Force (USAF) (Luftfahrzeugkennzeichen 45-518) 8 Kilometer westlich des Militärflugplatzes Busan-Gimhae in einen 600 Meter hohen Hügel geflogen. Bei diesem CFIT (Controlled flight into terrain) wurden alle 23 Insassen, fünf Besatzungsmitglieder und 18 Passagiere, getötet.[4]

- Am 25. März 1951 wurde eine Douglas DC-4/C-54D-10-DC der United States Air Force (USAF) (42-72663) bei der Landung in schlechtem Wetter auf dem Militärflugplatz Busan-Gimhae (K-9) irreparabel beschädigt. Über Personenschäden ist nichts bekannt.[5]

- Am 30. Mai 1951 wurde eine Douglas DC-4/R5D-3 der United States Navy (Bu 56513) am südlichen Ende des Militärflugplatzes Busan-Gimhae in einen Hügel geflogen. Bei diesem CFIT (Controlled flight into terrain) wurden alle fünf Crewmitglieder getötet.[6]

- Am 15. April 2002 wurde eine Boeing 767-200ER der Air China (B-2552) während des Landeanflugs auf den Flughafen Gimhae bei schlechtem Wetter in einen Berg geflogen. Die Maschine war auf dem Weg von Peking nach Busan, flog jedoch aufgrund eines Pilotenfehlers in einen Hügel nahe Busan. Bei diesem CFIT (Controlled flight into terrain) wurden 129 der 166 Menschen an Bord getötet (siehe auch Air-China-Flug 129).[7]

- Am 28. Januar 2025 fing ein Airbus A321-200 der südkoreanischen Fluggesellschaft Air Busan (HL-7763), der vom Flughafen Gimhae nach Hongkong fliegen sollte, noch vor dem Start Feuer und ein Großteil der Passagierkabine brannte aus. Alle 176 Insassen konnten das Flugzeug lebend verlassen.[8]

## Galerie

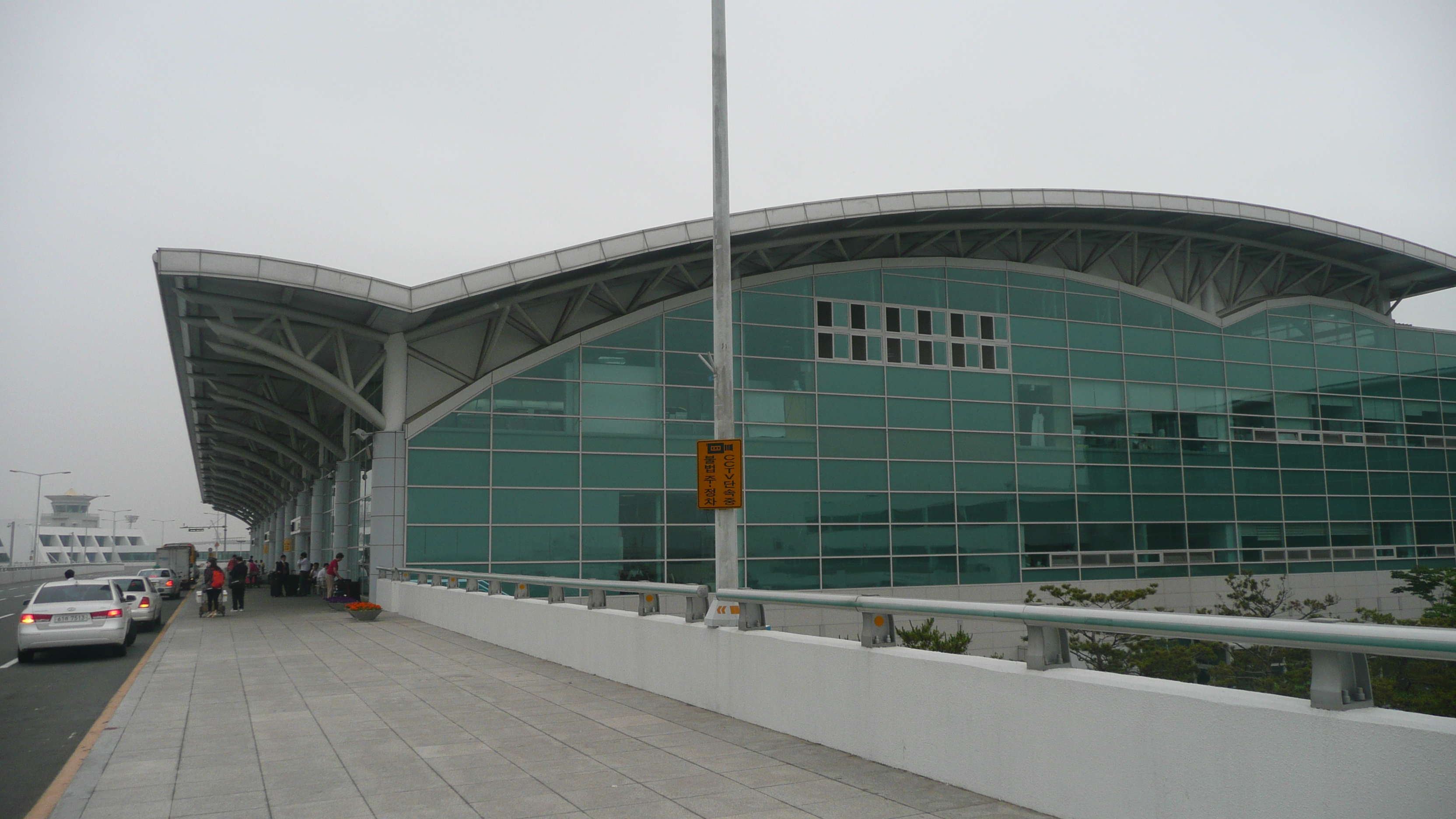
Neues Terminal für Internationale Flüge
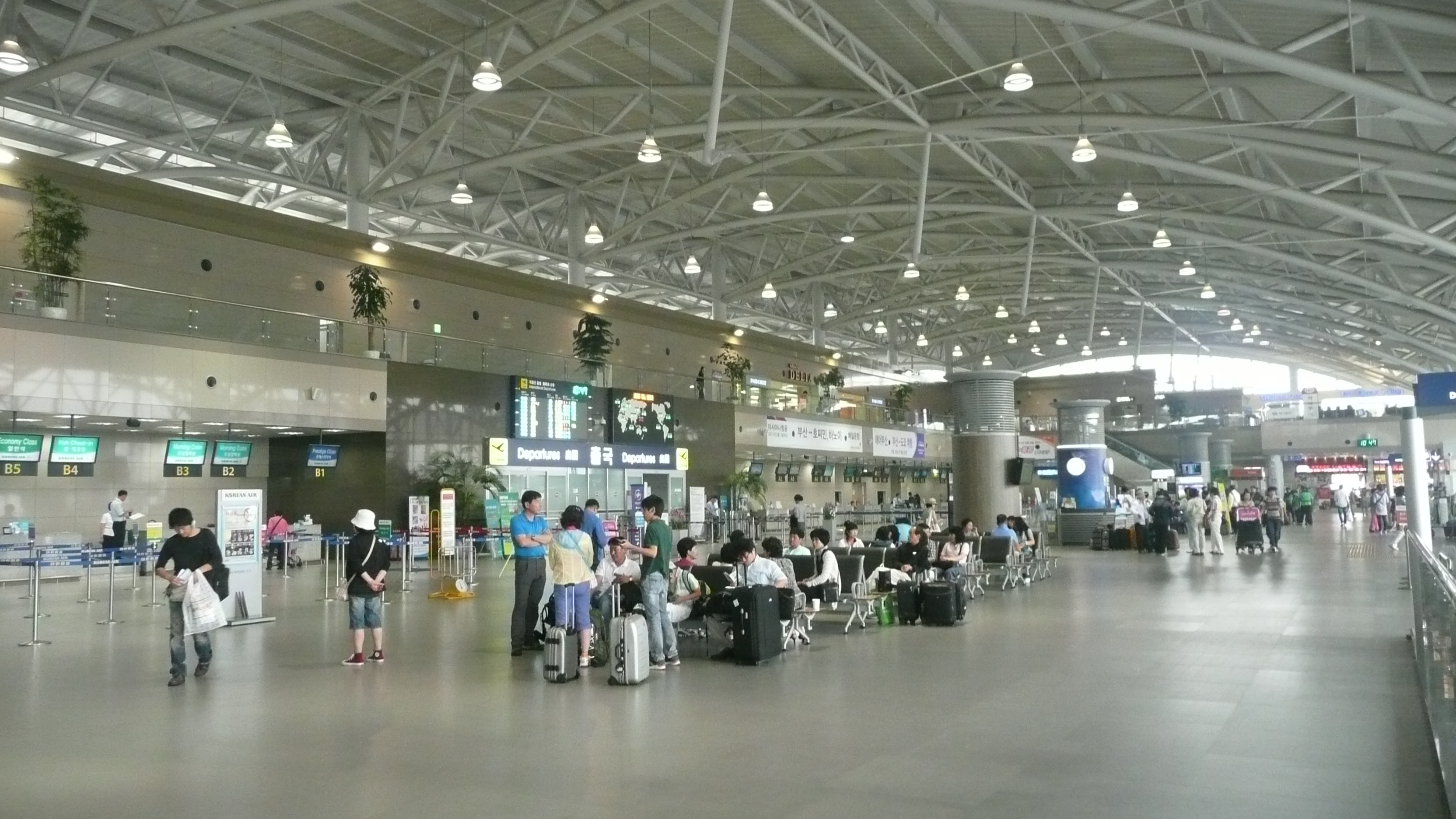
Abflughalle des neuen Terminals
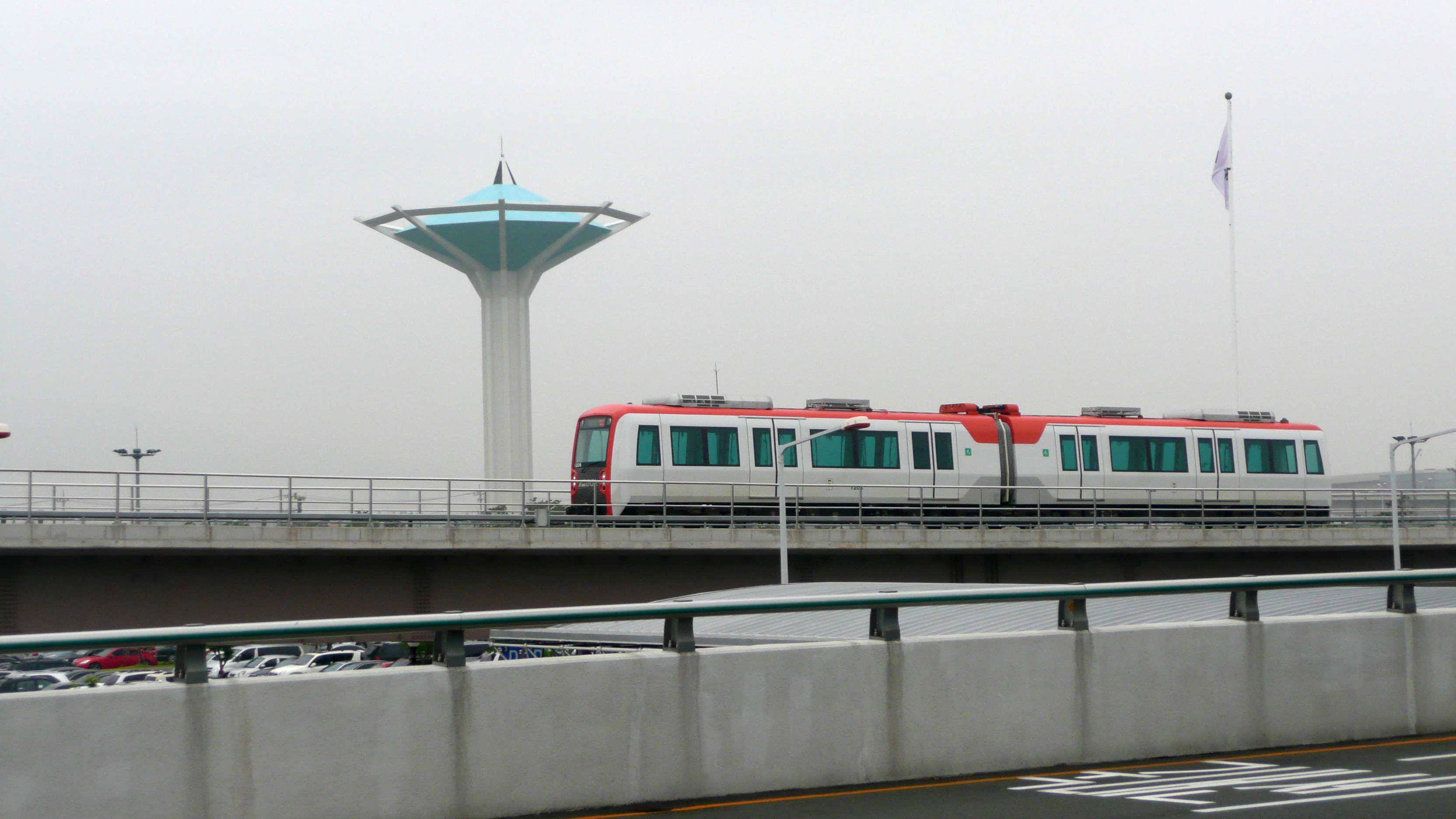
Bahnanbindung
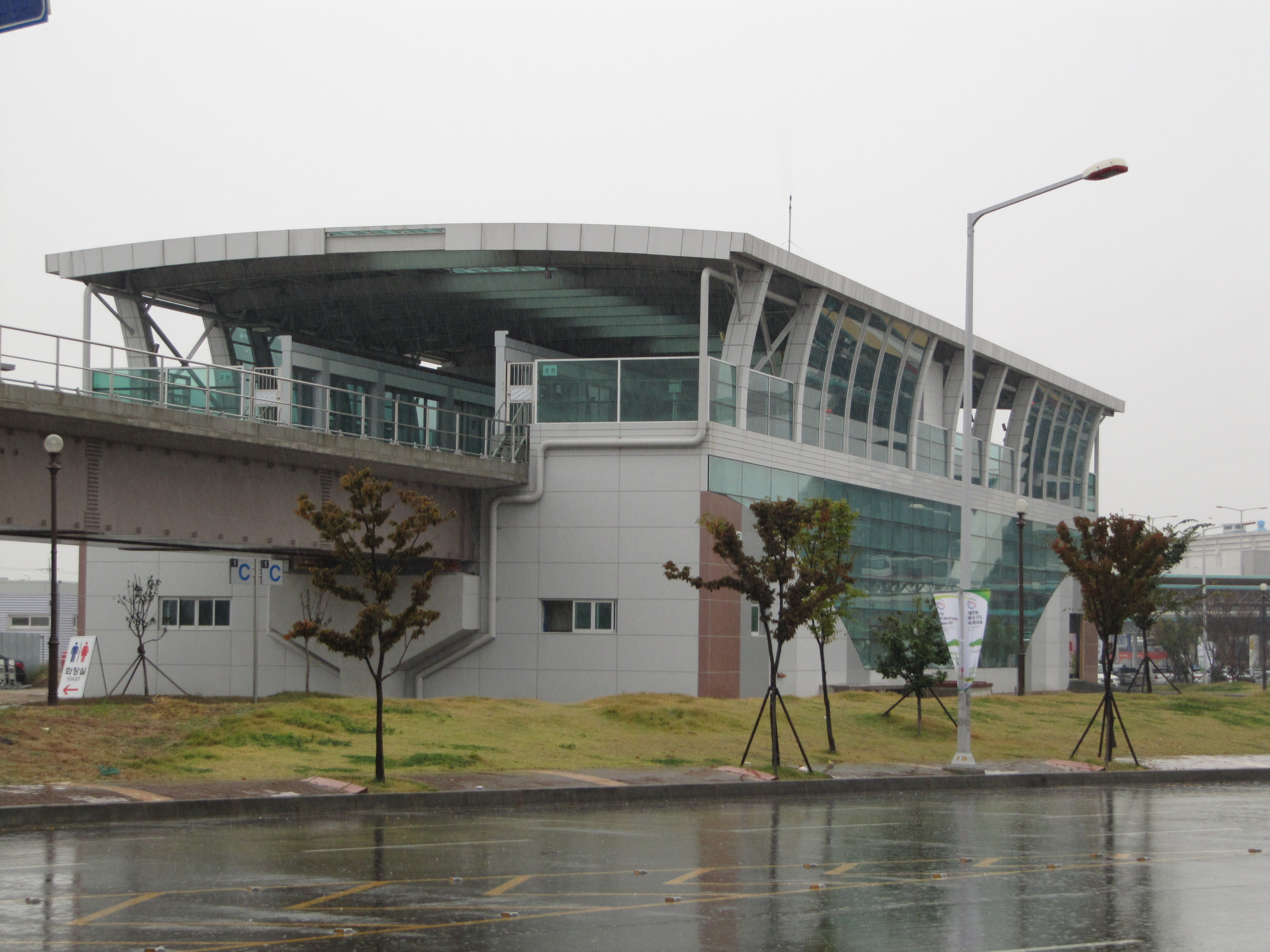
Bahnstation